# Optique impulsionnelle
Pour les articles homonymes, voir Optique (homonymie).
L’optique impulsionnelle est la branche de l'optique qui traite des interactions entre les impulsions de lumière et la matière.
Le développement des lasers a permis de produire des impulsions lumineuses toujours plus courtes qui descendent aujourd'hui en dessous d'une durée d'une femtoseconde. Ces impulsions ont la particularité d'avoir un spectre en fréquence très large, de sorte que leurs propriétés propagatives sont différentes de celles des impulsions plus longues aujourd'hui utilisée industriellement.

## Génération d'impulsions lumineuses
Le développement continu des techniques lasers au cours des décennies écoulées ont mené à la production d'impulsions lumineuses toujours plus courtes en durée et toujours plus intenses.

### Laser
Dans cette partie sont développés les éléments de physique des cavités laser qui permettent la génération des impulsions lumineuses de courte durée. Un laser est composé de deux éléments fondamentaux : un milieu amplificateur et une paire de miroir formant un interféromètre de Fabry-Perot.

#### Émission stimulée
En 1915, Albert Einstein pour rendre compatibles entre eux la théorie du rayonnement du corps noir et le concept de photon, trouvé une dizaine d'années plus tôt, invente l'émission stimulée de lumière. Lorsqu'un système électronique se trouve dans un état excité, si on le fait traverser par de la lumière dont les photons ont une énergie résonnante avec les transitions électroniques possibles, les électrons dans les niveaux excités retombent en émettant des photons jumeaux des photons incidents. Par jumeaux on entend des photons qui ont la même énergie, la même direction de propagation, la même direction de polarisation et dont les ondes associées sont en phase.

Un système matériel dans lequel les électrons ont un excès d'énergie potentielle peut donc servir de milieu amplificateur pour la lumière.

#### Cavité Fabry-Perot
Il suffit de mettre une rétroaction sur un milieu amplificateur pour réaliser un oscillateur. La meilleure façon de comprendre ce point est de considérer l'effet Larsen qui se produit quand un micro s'approche d'un haut-parleur, dans une salle de spectacle par exemple. Le son produit par les haut-parleurs est le résultat de l'amplification d'un signal électrique, si une partie du son produit est capté par le microphone, celui-ci crée un signal électrique qui est à son tour amplifié et ajouté au signal d'origine. Le système entre en oscillation sous la forme d'un son aigu très intense. La rétroaction sur le milieu amplificateur est jouée par le signal du microphone et on peut dire que l'effet Larsen est l'équivalent de l'effet laser en acoustique.

Comment faire une rétroaction en optique ? C'est très simple : il suffit de renvoyer une partie de la lumière émise par un milieu amplificateur à l'aide d'un miroir. Le mieux est encore de définir une ligne de propagation en opposant deux miroirs parallèles entre lesquels on place un milieu amplificateur. La lumière peut alors faire de nombreux aller-retours entre ces deux miroirs et se trouver amplifiée à chaque passage dans le milieu amplificateur. Mais en faisant ce type de montage on accède à l'interféromètre de Fabry-Perot qui possède des propriétés optiques tout à fait surprenantes.

#### Modes axiaux d'un laser
Considérons donc une paire de miroirs distants de la longueur L et parallèles entre eux. Pour simplifier on supposera qu'ils ont une réflexion infinie toute lumière qui tombe dessus est réfléchie. Si on envoie un photon à la surface du premier miroir, de l'extérieur, il est réfléchi avec une probabilité égale à 1 ! À quoi peut donc servir le deuxième miroir de l’interféromètre si déjà le premier arrête toute la lumière ? C'est le raisonnement en photon qui trouble ici la réalité expérimentale. Pour comprendre le comportement expérimental de l'interféromètre de Fabry-Perot, il faut considérer la lumière sous son aspect ondulatoire. En effet, l'onde associée au photon possède une extension spatiale infinie dans sa direction de propagation et se trouve donc de part et d'autre des deux miroirs. On démontre sans difficulté que si la distance L entre les deux miroirs est un multiple entier de la moitié de la longueur d'onde de la lumière que l'on considère, alors les réflexions multiples de l'onde qui se produisent entre les deux miroirs interfèrent constructivement dans le sens de la propagation et pour cette valeur la paire de miroir est totalement transparente ! Chaque fois qu'on augmente ou diminue la longueur L de la cavité de la moitié de la longueur d'onde de la lumière l'interféromètre est transparent, sinon il réfléchit complètement la lumière. On appelle modes axiaux d'une cavité laser, l'ensemble des fréquences amplifiées dans le milieu amplificateur qui peuvent s'y établir. Ces fréquences sont séparées d'une quantité égale à {\displaystyle c/2L}, c étant la vitesse de la lumière. L'inverse de cette quantité {\displaystyle 2L/c} étant simplement le temps de vol de lumière pendant un aller-retour entre les deux miroirs séparés de la distance L.

##### ordres de grandeur
Le champ électrique d'une lumière rouge ayant une longueur d'onde 620 nm oscille à la fréquence de {\displaystyle \nu _{0}=4,84x10^{14}Hz=484THz}. Une cavité de 1,5 m de longueur à pour fréquence propre {\displaystyle f=c/2L=1x10^{8}Hz=100MHz} qui correspond au temps de vol de la lumière dans la cavité laser {\displaystyle T=2L/c=1x10^{-8}s=10ns}.

### Synchronisation de mode
La génération d'impulsions lumineuses repose sur le phénomène courant de battement entre fréquences proches. Deux notes de musique légèrement désaccordées produisent un son unique dont l'intensité varie périodiquement à une fréquence qui vaut la différence des fréquences de départ. Il en va de même avec la lumière : deux fréquences proches battent à la différence des fréquences. Ceci provient de ce que deux arches des ondes s'ajoutent en se superposant, puis s'écartent pour arriver à l'opposition de phase et enfin revenir en superposition sur un intervalle de temps qui est l'inverse de leur différence de fréquence.

## Dualité «temps-fréquence»
On peut décrire une impulsion lumineuse par son champ électrique : {\displaystyle \epsilon (t)=\epsilon _{0}(t)e^{i\omega _{0}t}} où {\displaystyle \epsilon _{0}(t)} est une fonction du temps en forme de cloche qui décrit la forme de l'impulsion et {\displaystyle \omega _{0}} est la pulsation de l'onde porteuse décrite par la fonction sinusoïdale complexe {\displaystyle e^{i\omega _{0}t}}.

En prenant la transformée de Fourier de cette fonction {\displaystyle E(\omega )=\int _{-\infty }^{+\infty }\epsilon (t)e^{i\omega t}dt} on obtient une nouvelle fonction {\displaystyle E(\omega )} appelée spectre de l'impulsion. On revient à la fonction de départ par la transformation mathématique :
{\displaystyle \epsilon (t)={1 \over 2\pi }\int _{-\infty }^{+\infty }E(\omega )e^{-i\omega t}d\omega }.

Les deux fonctions {\displaystyle \epsilon (t)} et {\displaystyle E(\omega )} ne sont pas indépendantes, elles sont transformées de Fourier l'une de l'autre ; on les dit duales de Fourier. Il résulte de cette dualité que les quantités qui servent à mesurer ces deux fonctions ne sont pas indépendantes l'une de l'autre. 

Ainsi la durée de l'impulsion {\displaystyle \Delta {t}} et la largeur de son spectre {\displaystyle \Delta \omega } sont duales l'une de l'autre et on montre qu'il y a entre elles la relation universelle :

Une conséquence importante de cette relation est tout simplement que plus on voudra des durées d'impulsion courtes plus la largeur spectrale de ces impulsions devra être large. On reconnaîtra là une propriété décrite par les relations d'incertitude de Heisenberg en mécanique quantique : meilleure est la connaissance de la position d'une particule, moins bonne est la précision de la connaissance de sa vitesse, par exemple. La mécanique quantique a généralisé cette propriété des ondes classiques aux ondes associées à la matière.

Pour une largeur spectrale donnée, il existe une infinité de durées possibles pour une impulsion qui correspondent chacune à une loi de phase différente entre les composantes de fréquence du spectre. Il existe, en particulier, une impulsion particulière dont les composantes de fréquence ne sont pas déphasées entre elles, c'est l'impulsion la plus courte qu'on peut construire avec un contenu en fréquence donné. On parle d'impulsion transformée limite, car elle est à la limite basse en durée ; elle correspond à l'égalité dans l'expression ci-dessus qui relie durée et largeur spectrale.